# Ситораи Мохи-хоса
Дворец Ситора́и-Мохи́-Хоса́ ( узб. Sitorai Mohi Хоssа Saroyi — Дворец, подобный звездам и луне) — загородная резиденция Бухарского эмира, выстроена в конце XIX — начале XX века. В настоящее время в ней располагается музей декоративно-прикладного искусства.

## История дворца Ситораи Мохи Хоса
Дворец делится на старый и новый.
Первые постройки дворца (до наших дней не сохранились) появились в XVIII веке, а затем в период правления эмира Сеид-Абдул-Ахад-Хана во второй половине XIX века.
Новый комплекс построен в европейском стиле, но поделен на мужскую и женскую часть, внутри отделан по-восточному. Возводился в годы правления последнего эмира Бухары Мир Сайида Алимхана (1912—1920).
В строительстве дворца участвовали знаменитые мастера своего времени как Хасанжон Умаров, Абдулло Гафуров, Рахим Хаетов, Ибрагим Хафизов, Карим Самадов, усто Жура, усто Ходжакул, Ширин Мурадов в том числе два русских инженера — Маргулис и Сакович, состоявшие на службе при дворе эмира.
В настоящее время во дворце размещен музей декоративно-прикладного искусства.

## История музея
Музей открыт в 1927 году и состоял из 3 разделов: «Жизнь последних эмиров», «Городское ремесленничество», «История Бухарской революции». Активное участие в создании музея принимал первый узбекский музеевед Мусаджан Саиджанов (1893—1937 гг.; арестован как «враг народа» и расстрелян).
В 1933 году Ситораи Мохи Хоса стал филиалом Бухарского музея, был присвоен статус межрайонного краеведческого музея. Экспозиция заново обставлена и расширена. Демонстрация выставки продолжалась до 1947 года.
С 1948 года экспозиция стала называться «Народное творчество и искусство Бухары». И включала разделы: «Монументальное искусство Бухары», «Прикладное искусство», «Народное музыкальное творчество», «Искусство каллиграфии и миниатюры» и «Культурные связи Бухары с соседними братскими государствами».
В 1954 году во дворце открылся ведомственный дом отдыха ВЦСПС, музей сократили до 9-ти основных залов из всего дворцового комплекса. Выставка получила название — «Музей народного творчества».

## Настоящее время
В настоящее время в дворцовом комплексе расположен Музей декоративно-прикладного искусства и выставлены следующие экспозиции:
- «Интерьер летнего дворца» (главный корпус).

Здесь экспонируются дворцовая мебель XIX—XX веков, китайский и японский фарфор XIV—XX веков, дворцовые предметы искусства из России, ювелирные изделия знаменитых бухарских мастеров, золотошвейные панно и попоны.
- «Одежда бухарского горожанина конца XIX- начало XX веков» (восьмигранный павильон).

Представлена коллекция дворцовой золотошвейной одежды, поясов, платков, обуви.
- «Художественная вышивка бухарского региона и бытовая посуда конца XIX- начало XX веков».

Состав коллекции: декоративные панно «сюзане», молитвенные коврики «джойнамозы», покрывала для подушек «такияпуш», расшитые занавеси «чимилик».
- Этнографическая выставка интерьера дома городских жителей Бухары.

В дворцовом саду были произведены научно-реставрационные работы, восстановлены крепостная стена, павильоны, старинный растительный и животный мир.

## Книги-альбомы
В 2021 году Всемирное общество по изучению, сохранению и популяризации культурного наследия Узбекистана при участии председателя попечительского совета  Бахтиера Фазылова, председателя научного совета Эдварда Ртвеладзе, а также председателя правления Всемирного общества и руководителя проекта "Культурное наследие Узбекистана" Фирдавса Абдухаликова приняло решение  о подготовке и публикации двух томов из серии книг-альбомов "Культурное наследие Узбекистана в собраниях мира"  под названием "Традиционный узбекский костюм по материалам музейных и частных коллекций Узбекистана". В частности в контент книги-альбома было решено включить и экспонаты, хранящиеся в музее декоративно-прикладного искусства Ситораи Мохи-хоса. В книгу-альбом были включены предметы одежды XIX-XX вв, в частности уникальный головной убор глашатая эмира – удайчи, золотошвейные одежды (халат, штаны, сапоги), кушаки, головные уборы (тюбитейки, салла, калтапушак, пешонабанд), женские платья, обувь (кавуши, сапоги), а также ювелирные украшения. Авторами статей для книги-альбома помимо Фирдавса Абдухаликова выступили искусствоведы Халида Камилова, Зухра Рахимова, Умида Муминова и Умида Рахматуллаева. Книга-альбом была презентована в сентябре 2021 года в Ташкенте в рамках V Международного конгресса «Культурное наследие Узбекистана — фундамент нового Ренессанса».